# كانتنفلاس
ماريو مورينو ويشتهر باسم كانتنفلاس (بالإسبانية: Cantinflas)‏ (مواليد 12 أغسطس 1911 - الوفاة 20 أبريل 1993) هو ممثل مكسيكي بدأ مسيرته الفنية عام 1937. كما أنه من الفائزين بجائزة غولدن غلوب. حاز على جائزة غولدن غلوب لأفضل ممثل - فيلم موسيقي أو كوميدي عام 1956.

## وصلات خارجية
- كانتنفلاس على موقع IMDb (الإنجليزية)
- كانتنفلاس على موقع الموسوعة البريطانية (الإنجليزية)
- كانتنفلاس على موقع ألو سيني (الفرنسية)
- كانتنفلاس على موقع تيرنر كلاسيك موفيز (الإنجليزية)
- كانتنفلاس على موقع أول موفي (الإنجليزية)
- كانتنفلاس على موقع قاعدة بيانات الأفلام السويدية (السويدية)
- كانتنفلاس على موقع إن إن دي بي (الإنجليزية)
- كانتنفلاس على موقع قاعدة بيانات الفيلم (الإنجليزية)
- كانتنفلاس على موقع كينوبويسك (الروسية)